# Білик Всеволод Георгійович
Все́волод Гео́ргійович Бі́лик — український військовослужбовець, бригадний генерал Повітряних сил Збройних Сил України, учасник російсько-української війни. Кавалер ордена Данила Галицького (2019).

## Життєпис
У 2016—2019 роках проходив військову службу на посаді командира 96 ЗРБр.
Станом на 2021 рік — заступник командувача Повітряного командування «Схід» Повітряних сил Збройних Сил України.

## Нагороди
- орден Данила Галицького (17.05.2019) — за значні особисті заслуги у захисті державного суверенітету та територіальної цілісності України, громадянську мужність, самовідданість у відстоюванні конституційних засад демократії, прав і свобод людини, вагомий внесок у культурно-освітній розвиток держави, активну волонтерську діяльність[3];
- медаль «За військову службу Україні» (7.11.2022) — за особисту мужність і самовіддані дії, виявлені у захисті державного суверенітету та територіальної цілісності України, вірність військовій присязі[4].

## Військові звання
- бригадний генерал (6 грудня 2022)[5];
- полковник.